# Kozlove, Novopskov
Kozlove (în ucraineană Козлове) este localitatea de reședință a comunei Kozlove din raionul Novopskov, regiunea Luhansk, Ucraina.

## Demografie
Componența lingvistică a localității Kozlove
     Ucraineană (92,78%)
     Rusă (5,84%)
     Alte limbi (0,34%)
Conform recensământului din 2001, majoritatea populației localității Kozlove era vorbitoare de ucraineană (92,78%), existând în minoritate și vorbitori de rusă (5,84%).